# بيت دومان (بني العوام)

تعديل مصدري - تعديل

بيت دومان هي إحدى قرى عزلة بني العوام بمديرية بني العوام التابعة لمحافظة حجة، بلغ تعداد سكانها 48 نسمة حسب تعداد اليمن لعام 2004.